# Księże Młyny (wieś)
Księże Młyny – wieś w Polsce, położona w województwie łódzkim, w powiecie poddębickim, w gminie Pęczniew. 
W latach 1975–1998 miejscowość administracyjnie należała do województwa sieradzkiego.
Leży nad Wartą, w odległości 4 km od głównej zapory zbiornika Jeziorsko. Położona jest na obszarach wydmowych, porośniętych dużym kompleksem lasów sosnowych. Miejsce wypoczynku sobotnio-niedzielnego głównie mieszkańców Łodzi. Nad rzeką zdziczała plaża. Na terenie wsi parking, pole namiotowe oraz ośrodki wypoczynkowe. Ponadto malowniczy odcinek starorzecza Warty.
Wieś jest wymarłym kurortem turystycznym. W latach świetności na terenie wsi znajdowało się nawet wydzielone kąpielisko z ratownikiem i wypożyczalnią sprzętu wodnego. Reliktami po dawnej świetności kurortu są: nieczynny już parking dla samochodów i autokarów, nieczynne lub rozebrane ośrodki, grobla oddzielająca (aktualnie zamulone) kąpielisko od rzeki. Do dziś działają tam trzy ośrodki wczasowe oraz bar.
Obecnie wieś wróciła w dużej mierze do swojego rolniczego charakteru. 